# UHC Zugerland
Der UHC Zugerland ist ein Schweizer Unihockeyverein aus dem Kanton Zug. Die erste Mannschaft des UHC Zugerland spielt in der 1. Liga Grossfeld.

## Geschichte

### Erste Schritte
Die Geschichte des UHC Satus Zugerland reicht bis kurz vor die Jahrtausendwende zurück, als der UHC Satus Zugerland (bis 1997 Satus Zug genannt, danach 1998 Satus Zug-Baar und dann im Jahr der Fusion erst UHC Satus Zugerland) 1999 mit dem UHC Rainbow Cham fusionierte.

### Freiwilliger Abstieg
Am 8. Februar 2016 gab der Verein bekannt, dass das NLB-Team freiwillig in die 1. Liga absteigen wird. Der Verein begründete den Entscheid vor allem mit dem hohen organisatorischen Aufwand. Die Playout-Spiele gegen den UHC Waldkirch-St. Gallen werden dadurch hinfällig. Zudem wird das Team in Zukunft als Farmteam von Zug United geführt.

## Stadion
Die Mannschaften des UHC Zugerland tragen deren Heimspiele nach Möglichkeit in der Dreifachsporthalle Röhrliberg in Cham aus.